# Vilho Tuulos
Vilho Immanuel (Ville) Tuulos (Tampere, 26 maart 1895 - aldaar, 5 september 1967) was een Fins atleet, die gespecialiseerd was in het hink-stap-springen en verspringen.

## Biografie
Tuulos nam driemaal deel aan de Olympische Spelen en won driemaal een medaille. Bij zijn debuut in 1920 won hij de gouden medaille bij het hink-stap-springen en in 1924 en 1928 de bronzen medaille. In 1924 en 1928 nam hij ook deel aan het verspringen en behaalde in 1924 zijn beste prestatie met de vierde plaats. In 1923 sprong Tuulos een Europees record hink-stap-springen dat vijftien jaar bleef staan.

## Titels
- Olympisch kampioen hink-stap-springen - 1920

## Persoonlijke records
| Onderdeel          | Prestatie | Datum       | Plaats |
| ------------------ | --------- | ----------- | ------ |
| hink-stap-springen | 15,48 m   | 6 juli 1923 | Borås  |
| verspringen        | 7,31 m    | 1923        |        |

## Palmares

### hink-stap-springen
- 1920:  OS -  14,505 m
- 1924:  OS - 15,37 m
- 1928:  OS - 15,11 m

### verspringen
- 1924: 4e OS - 7,07 m
- 1928: KW OS - 7,11 m

1896: James Connolly ·
1900: Meyer Prinstein ·
1904: Meyer Prinstein ·
1908: Tim Ahearne ·
1912: Gustaf Lindblom ·
1920: Vilho Tuulos ·
1924: Nick Winter ·
1928: Mikio Oda ·
1932: Chuhei Nambu ·
1936: Naoto Tajima ·
1948: Arne Åhman ·
1952: Adhemar da Silva ·
1956: Adhemar da Silva ·
1960: Józef Szmidt ·
1964: Józef Szmidt ·
1968: Viktor Sanjejev ·
1972: Viktor Sanjejev ·
1976: Viktor Sanjejev ·
1980: Jaak Uudmäe ·
1984: Al Joyner ·
1988: Christo Markov ·
1992: Mike Conley ·
1996: Kenny Harrison ·
2000: Jonathan Edwards ·
2004: Christian Olsson ·
2008: Nelson Évora ·
2012: Christian Taylor ·
2016: Christian Taylor ·
2020: Pedro Pablo Pichardo ·
2024: Jordan Díaz